# Separabilität (Quantenmechanik)
In der Quantenmechanik bezeichnet man den Zustand eines zusammengesetzten Systems als separabel, wenn er nicht verschränkt ist, das heißt, wenn er sich als Gemisch aus Produktzuständen schreiben lässt.

## Separabilität für reine Zustände
Der Einfachheit halber werden im Folgenden alle Räume als endlichdimensional angenommen. Zunächst betrachten wir reine Zustände.
Separabilität ist eine Eigenschaft zusammengesetzter Quantensysteme, das heißt im einfachsten („bipartiten“) Fall, eines aus den Teilsystemen 1 und 2 bestehenden Gesamtsystems 12. Die quantenmechanischen Zustandsräume der Teilsysteme seien die Hilberträume {\displaystyle H_{1}} und {\displaystyle H_{2}} mit den jeweiligen orthonormalen Basisvektoren {\displaystyle \{|{a_{i}}\rangle \}_{i=1}^{n}} und {\displaystyle \{|{b_{j}}\rangle \}_{j=1}^{m}}. Der Hilbertraum des zusammengesetzten Systems ist dann das Tensorprodukt
{\displaystyle H_{12}=H_{1}\otimes H_{2},}
mit der Basis {\displaystyle \{|{a_{i}}\rangle \otimes |{b_{j}}\rangle \}}, oder in kompakterer Notation {\displaystyle \{|a_{i}b_{j}\rangle \}}. Jeder Vektor in {\displaystyle H_{12}} (d. h., jeder reine Zustand des Systems 12) lässt sich schreiben als {\displaystyle |\psi \rangle =\Sigma _{i,j}c_{i,j}|a_{i}\rangle \otimes |b_{j}\rangle =\Sigma _{i,j}c_{i,j}|a_{i}b_{j}\rangle }.
Wenn sich ein reiner Zustand {\displaystyle |\psi \rangle \in H_{1}\otimes H_{2}} in der Form {\displaystyle |\psi \rangle =|\psi _{1}\rangle \otimes |\psi _{2}\rangle }
schreiben lässt (wobei {\displaystyle |\psi _{i}\rangle } ein reiner Zustand des Teilsystems {\displaystyle i} ist), heißt er separabel oder Produktzustand. Andernfalls nennt man den Zustand verschränkt.
Standardbeispiele für einen separablen und einen verschränkten Zustandsvektor in {\displaystyle H_{12}=\mathbb {C} ^{2}\otimes \mathbb {C} ^{2}} sind
{\displaystyle |00\rangle \doteq {\begin{pmatrix}1\\0\\0\\0\end{pmatrix}}}       bzw.       {\displaystyle (|00\rangle +|11\rangle )/{\sqrt {2}}\doteq {\frac {1}{\sqrt {2}}}{\begin{pmatrix}1\\0\\0\\1\end{pmatrix}},}
wobei {\displaystyle \doteq } wie üblich zu lesen ist als: „wird repräsentiert durch“.
Man sieht,
- dass man in einem reinen separablen Zustand jedem Teilsystem einen „eigenen“ Zustand zuweisen kann.
- dass sich jeder reine separable Zustand durch lokale quantenmechanisch zulässige Operationen aus jedem anderen Zustand (z. B. aus {\displaystyle |00\rangle }) erzeugen lässt.

Beides ist in einem verschränkten Zustand nicht möglich. Passend verallgemeinert lässt sich diese Unterscheidung auch auf den Fall gemischter Zustände übertragen.
Die vorangehende Diskussion lässt sich ohne wesentliche Änderungen auf
den Fall unendlichdimensionaler Systeme verallgemeinern.

## Separabilität für gemischte Zustände
Nun betrachten wir den Fall gemischter Zustände. Ein gemischter Zustand des zusammengesetzten Quantensystems 12 wird durch eine Dichtematrix {\displaystyle \rho } beschrieben, die auf dem Hilbertraum {\displaystyle H_{12}=H_{1}\otimes H_{2}} wirkt.
{\displaystyle \rho } ist separabel, wenn es {\displaystyle p_{k}\geq 0} mit {\displaystyle p_{1}+p_{2}+\dots =1} und Zustände {\displaystyle \{\rho _{1}^{k}\}} auf {\displaystyle H_{1}} und {\displaystyle \{\rho _{2}^{k}\}} auf {\displaystyle H_{2}} gibt (die jeweils gemischte Zustände der Teilsysteme beschreiben), so dass
{\displaystyle \rho =\sum _{k}p_{k}\rho _{1}^{k}\otimes \rho _{2}^{k}.}
Andernfalls heißt {\displaystyle \rho } verschränkt.
Die physikalische Bedeutung dieser mathematischen Definition ist, dass sich ein separabler Zustand als Gemisch von Produktzuständen {\displaystyle \rho _{1}^{k}\otimes \rho _{2}^{k}} auffassen lässt.
- Dies impliziert zum einen, dass ein separabler Zustand nur klassische Korrelationen zwischen den Teilsystemen beschreibt. (Denn ein Produktzustand beschreibt unabhängige (unkorrelierte) Systeme und die Korrelationen sind durch die klassische Wahrscheinlichkeitsverteilung {\displaystyle p_{k}} gegeben.)
- Zum anderen folgt, dass sich ein separabler Zustand mittels lokaler quantenmechanisch erlaubter Operationen und klassischer Kommunikation aus jedem anderen Zustand (z. B. aus {\displaystyle |00\rangle }) erzeugen lässt. (Mittels klassischer Kommunikation wählen beide Parteien einen Index {\displaystyle k} gemäß der Wahrscheinlichkeitsverteilung {\displaystyle p_{k}} aus und erzeugen dann (was jeweils lokal möglich ist) den Produktzustand {\displaystyle \rho _{k}^{1}\otimes \rho _{k}^{2}}.)

Es ist nach der obigen Definition klar, dass die separablen Zustände eine konvexe Menge bilden.
Wenn die Zustandsräume unendlichdimensional sind, werden Dichtematrizen durch positive Spurklasseoperatoren mit Spur 1 ersetzt. Ein Zustand heißt dann separabel, wenn er (in der Spurnorm) durch Zustände der obigen Form beliebig genau approximiert werden kann.

## Separabilität für Vielparteien-Systeme
Die vorangehende Diskussion lässt sich leicht für aus vielen Teilsystemen bestehende Quantensysteme verallgemeinern. Wenn das
System aus {\displaystyle n} Teilsystemen mit System-Hilbertraum {\displaystyle H_{i},i=1,\dots ,n} besteht, dann ist ein reiner Zustand auf
{\displaystyle H_{1,\dots ,n}=H_{1}\otimes H_{2}\otimes \dots \otimes H_{n}} genau dann separabel (genauer: vollständig separabel), wenn er von der Form
{\displaystyle |\psi \rangle =|\psi _{1}\rangle \otimes \cdots \otimes |\psi _{n}\rangle }
ist. Analog ist ein gemischter Zustand {\displaystyle \rho } auf {\displaystyle H_{1..n}} separabel, wenn er sich als konvexe Summe von Produktzuständen schreiben lässt:
{\displaystyle \rho =\sum _{k}p_{k}\rho _{1}^{k}\otimes \cdots \rho _{n}^{k}}.

## Separabilitätskriterien
Einfach überprüfbare Bedingungen, die alle separablen Zustände erfüllen, werden auch als Separabilitätskriterien bezeichnet (notwendige Bedingungen für Separabilität). Ihre Verletzung für einen gegebenen Zustand kann dann als Nachweis verstanden werden, dass der Zustand inseparabel, also verschränkt ist. Die Unterscheidung von separablen und verschränkten Zuständen ist in der Quanteninformationstheorie von großem Interesse, da nur verschränkte Zustände Quantenkorrelationen aufweisen und eine wichtige Ressource darstellen, die Verfahren wie Quantenteleportation oder Quantenfehlerkorrektur ermöglicht.
Ein reiner Zustand {\displaystyle \rho _{12}} auf {\displaystyle H_{1}\otimes H_{2}} ist genau dann separabel, wenn er ein Produktzustand ist. Das kann anhand des reduzierten Zustands in einem der beiden Teilsysteme überprüft werden: für reine separable Zustände ist der reduzierte Zustand ebenfalls rein, das heißt, seine Von-Neumann-Entropie {\displaystyle S} verschwindet. Das heißt, ein reiner Zustand {\displaystyle \rho _{12}} ist dann und nur dann separabel, wenn {\displaystyle S(\rho _{1})=0} oder {\displaystyle S(\rho _{2})=0} ist (beide Gleichungen sind über die Schmidt-Zerlegung äquivalent).
Die Frage, ob ein gegebener gemischter Zustand {\displaystyle \rho _{12}} separabel ist (Separabilitätsproblem), ist im Allgemeinen schwer zu beantworten (NP-Schwere). Die gebräuchlichen Separabilitätskriterien sind leicht nachzuprüfen, lösen das Problem aber nur teilweise, das heißt, sie können nicht für alle Zustände entscheiden, ob sie verschränkt sind.
Beispiele für solche Kriterien sind die Erfüllung einer Bellschen Ungleichung oder des Peres-Horodecki-Kriteriums, das besagt, dass die Dichtematrix eines separablen Zustands unter partieller Transposition positiv bleibt. Allgemeiner lässt sich formulieren, dass die Dichtematrix eines separablen Zustands unter Anwendung jeder positiven Abbildung {\displaystyle T} in einem der Teilsysteme positiv bleiben muss:
{\displaystyle (1\otimes T)\rho \geq 0}.
Im Allgemeinen (d. h. für nicht notwendig separable Zustände) gilt dies nur für vollständig positive Abbildungen {\displaystyle T}. Die Gültigkeit der obigen Ungleichung für alle positiven Abbildungen {\displaystyle T} ist notwendig und hinreichend für Separabilität.
Andere Separabilitätskriterien ergeben sich aus den sogenannten Verschränkungszeugen (entanglement witnesses) oder aus Verschränkungsmaßen.
Ein allgemeiner Algorithmus zur Lösung des Separabilitätsproblems wurde 2011 vorgestellt. Er nutzt semidefinite Programmierung, um zu entscheiden, ob der gegebene Zustand {\displaystyle \rho _{12}} eine symmetrische Erweiterung auf N Systeme besitzt, das heißt, ob es für alle N einen Zustand {\displaystyle \rho _{123\dots N}} gibt, so dass der reduzierte Zustand {\displaystyle \rho _{1j}} auf den Systemen 1" und "j" für alle j gleich dem Zustand {\displaystyle \rho _{12}} ist. Alle separablen Zustände haben für alle N eine solche symmetrische Erweiterung. Für jeden verschränkten Zustand gibt es ein N, sodass keine solche Erweiterung existiert.